# クズネツォフ NK-25

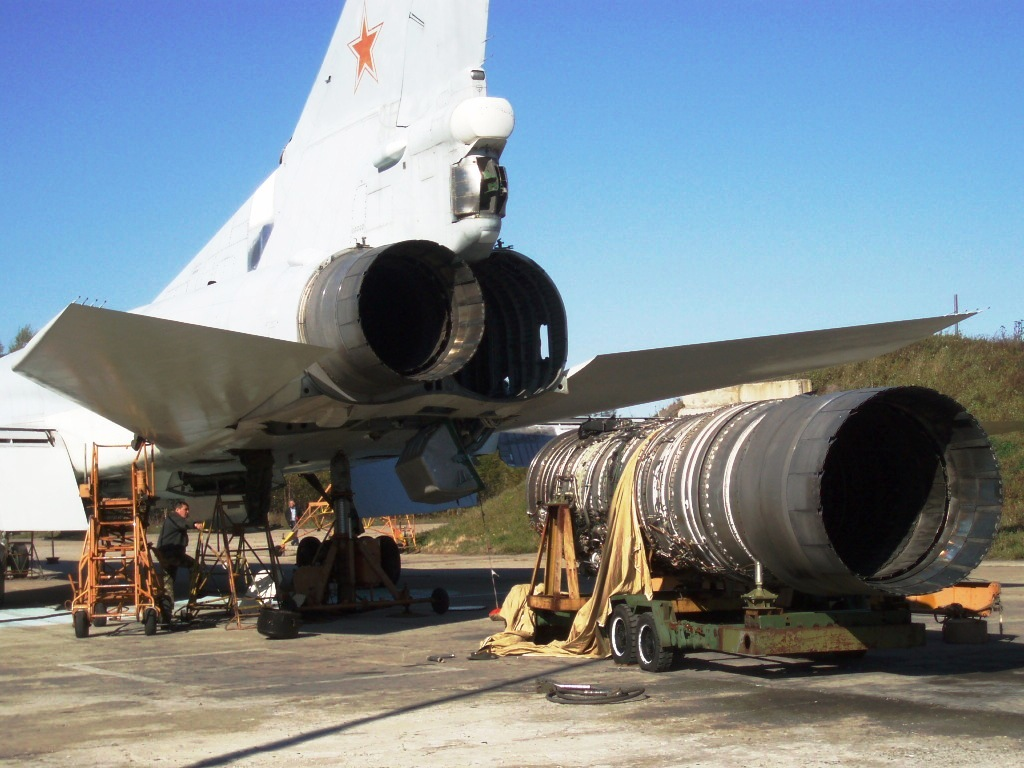
機体より取り外されたNK-25

クズネツォフ NK-25（ロシア語: НК-25）は、Tu-22M3戦略爆撃機に搭載するためソビエト連邦のクズネツォフがNK-22をベースに開発した3軸式のターボファンエンジンである。推力は245kNでNK-32エンジンに比肩する、世界有数の出力を有する航空用エンジンの一つである。680基が生産された。

## 開発
1971年7月28日より開発は開始された。1972年10月13日には最初のエンジンが完成した。1974年には、新しいエンジンはIzdeliye E（製品E）と指定され、Tu-22M2Eに搭載されてテストされた、1975年から1976年にかけてはTu-144LLでも試験が実施された。
生産は1977年6月22日から開始され、1996年まで続いた。運用は1978年より開始されている。

## 仕様
一般的特性
- 形式: 3軸式ターボファン
- 全長: 7,300mm
- 直径: 1,770（ノズルハウジングを含む）
- 乾燥重量: 3,575kg
  - 総重量 4,275kg

構成要素
- 圧縮機: ファン3枚軸流圧縮機（5段中圧・7段高圧）
- 燃焼器: 7段高圧5段低圧
- タービン: 1段高圧および中圧、2段低圧

性能
- 出力: 245.1kN
- バイパス比: 1.45
- 燃料消費率: 

  - 離陸時 2.1 kg/kgf/時
  - 最大（アフターバーナーは不使用） 0.58 kg/kgf/時
- 推力重量比: 

  - 制御 油圧機械式のバックアップ付きの電子制御

出典: 

## 参考
- NK-25 - LeteckeMotory